# Hirano Hakuhō

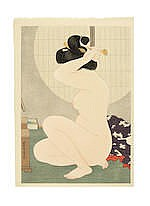
Hirano Hakuhō, 39,2 × 27,4 cm, 1932, signiert

Hirano Hakuhō (japanisch 平野 白峰; * 1879 in der Nähe von Kyoto; † 1957) war ein japanischer Maler und Grafiker der Shin-hanga-Bewegung. Er ist bekannt für seine Darstellungen schöner Frauen (美人画,  Bijin-ga).

## Leben
Hirano Hakuhō wurde in Kyoto geboren. Er gilt als Autodidakt und beschäftigte sich mit klassische Kanō- und Nihonga-Malerei. Er fertigte in den frühen 1930er Jahren sechs Holzschnitte für Watanabe Shōzaburō an, von denen zwei im Toledo Museum of Art 1936 gezeigt wurden. Das britische Victoria and Albert Museum in London listet auch einen Holzschnitt mit Blumen und Textauszügen als wahrscheinlich frühes Werk des Künstlers auf. Ein Holzschnitt von ihm ist außerdem im Nationalmuseum für moderne Kunst Tokio zu sehen.
Bevorzugte Motive seiner Arbeiten sind die Rückenansicht schöner Frauen, während sie sich abtrocknen oder ihre Haare frisieren.
Über sein Leben ist bis heute sehr wenig bekannt.

## Werke
- 1930er Jahre Beppu Hot Spring[7] (Holzschnitt)

- 1932 Before the Mirror[8] (Holzschnitt)

- 1932 Arranging Hair After the Bath[9] (Holzschnitt)

- 1932 After Bath[10] (Holzschnitt)

- 1936 Young Girl[11] (Holzschnitt)

- 1936 Summer Kimono, Beppu[12] (Holzschnitt)

- undatiert Vor dem Spiegel[13] (Holzschnitt)